# Quincié-en-Beaujolais
Quincié-en-Beaujolais este o comună în departamentul Rhône din sud-estul Franței. În 2009 avea o populație de 1.195 de locuitori.

## Evoluția populației
| An        | 1975  | 1982  | 1990  | 1999  | 2006  | 2009  |
| --------- | ----- | ----- | ----- | ----- | ----- | ----- |
| Populație | 1.022 | 1.018 | 1.059 | 1.121 | 1.164 | 1.195 |